# Neomilichia
Neomilichia is een geslacht van vlinders van de familie uilen (Noctuidae), uit de onderfamilie Hadeninae.

## Soorten
- N. caternaultii Guenée, 1852
- N. hylea Stoll, 1782
- N. minor Felder, 1874